# مخيم الشوشة

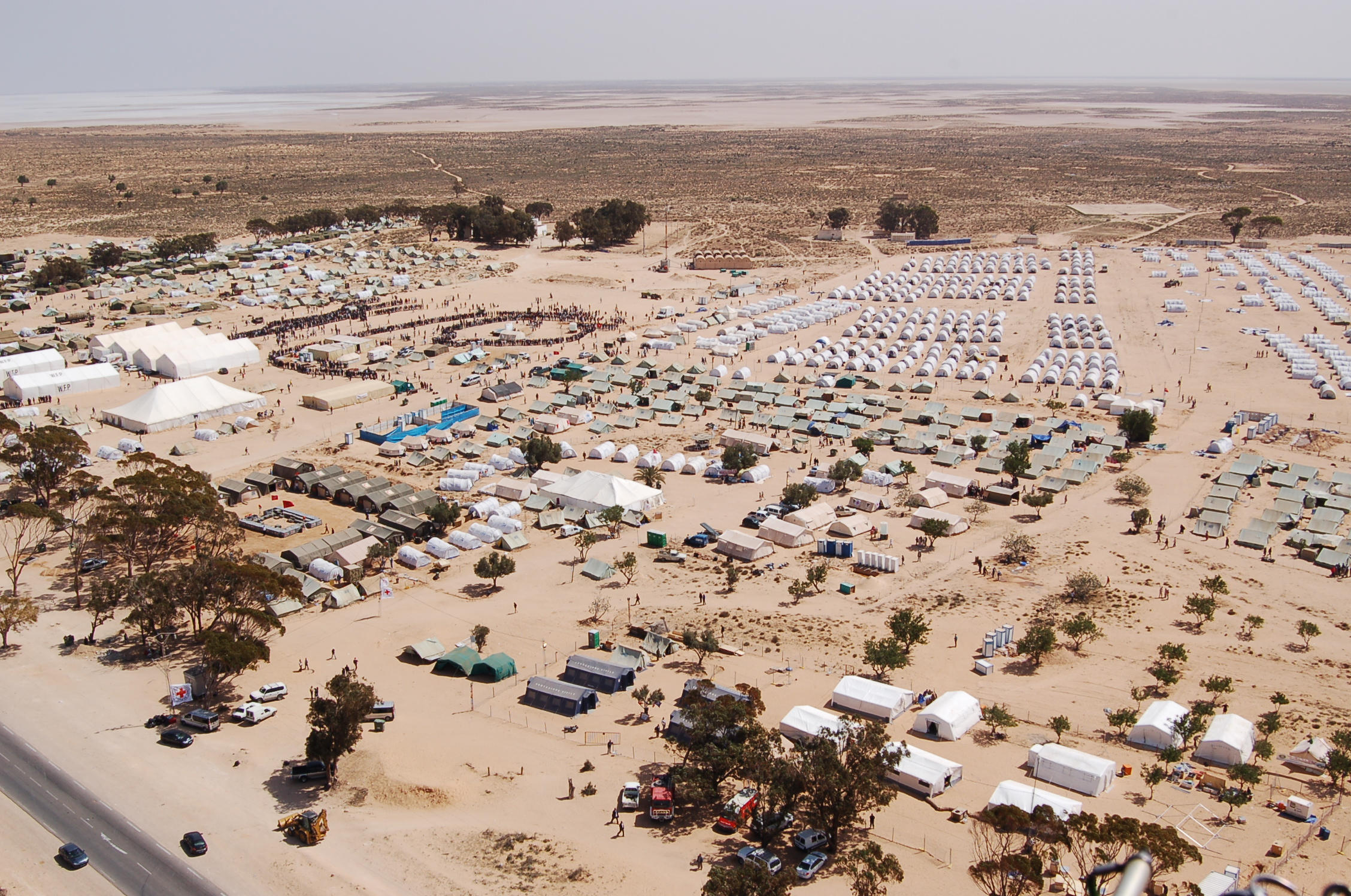
نظرة جوية للمخيم أثناء الثورة الليبية.

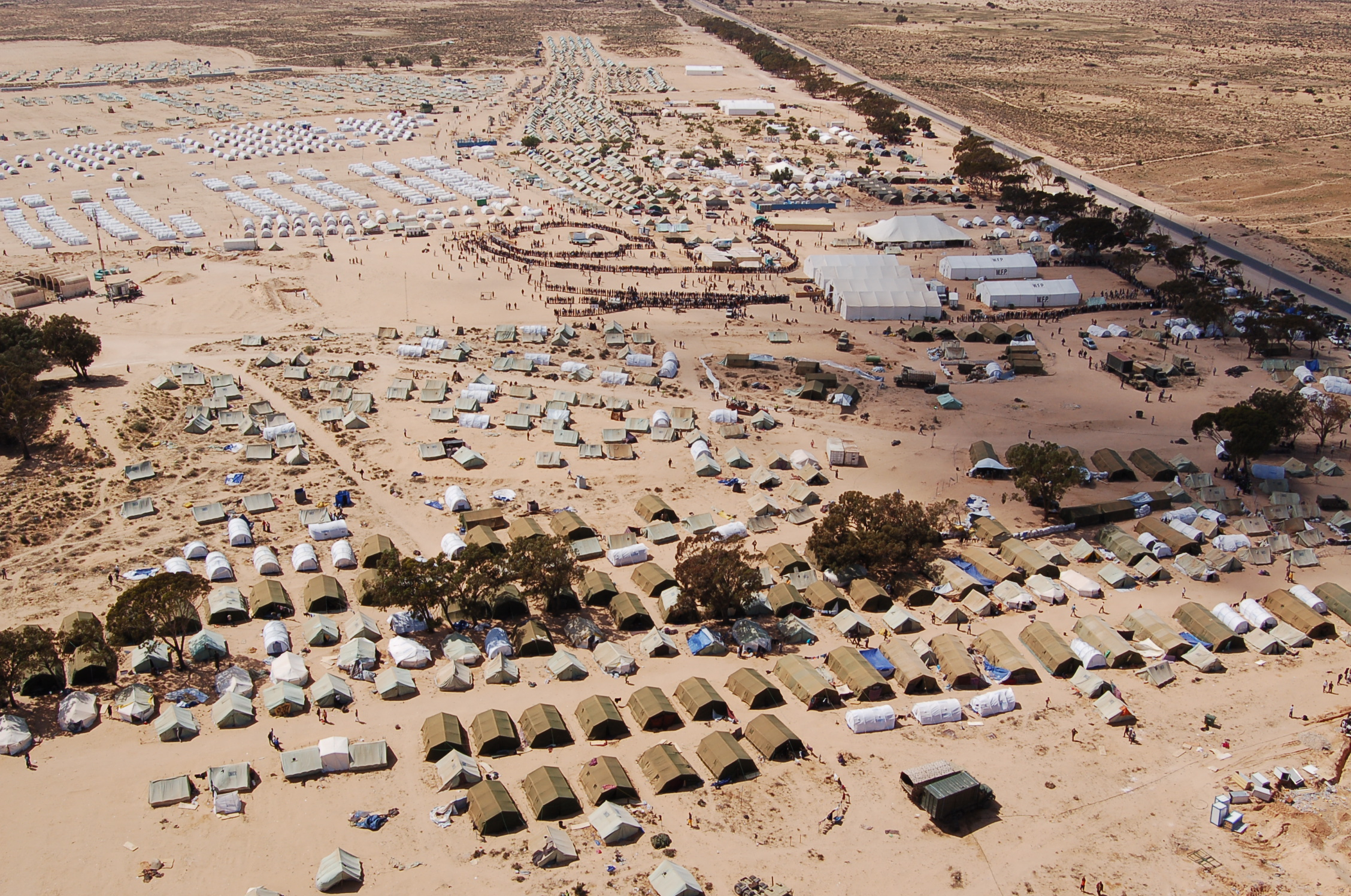
نظرة جوية للمخيم أثناء الثورة الليبية.

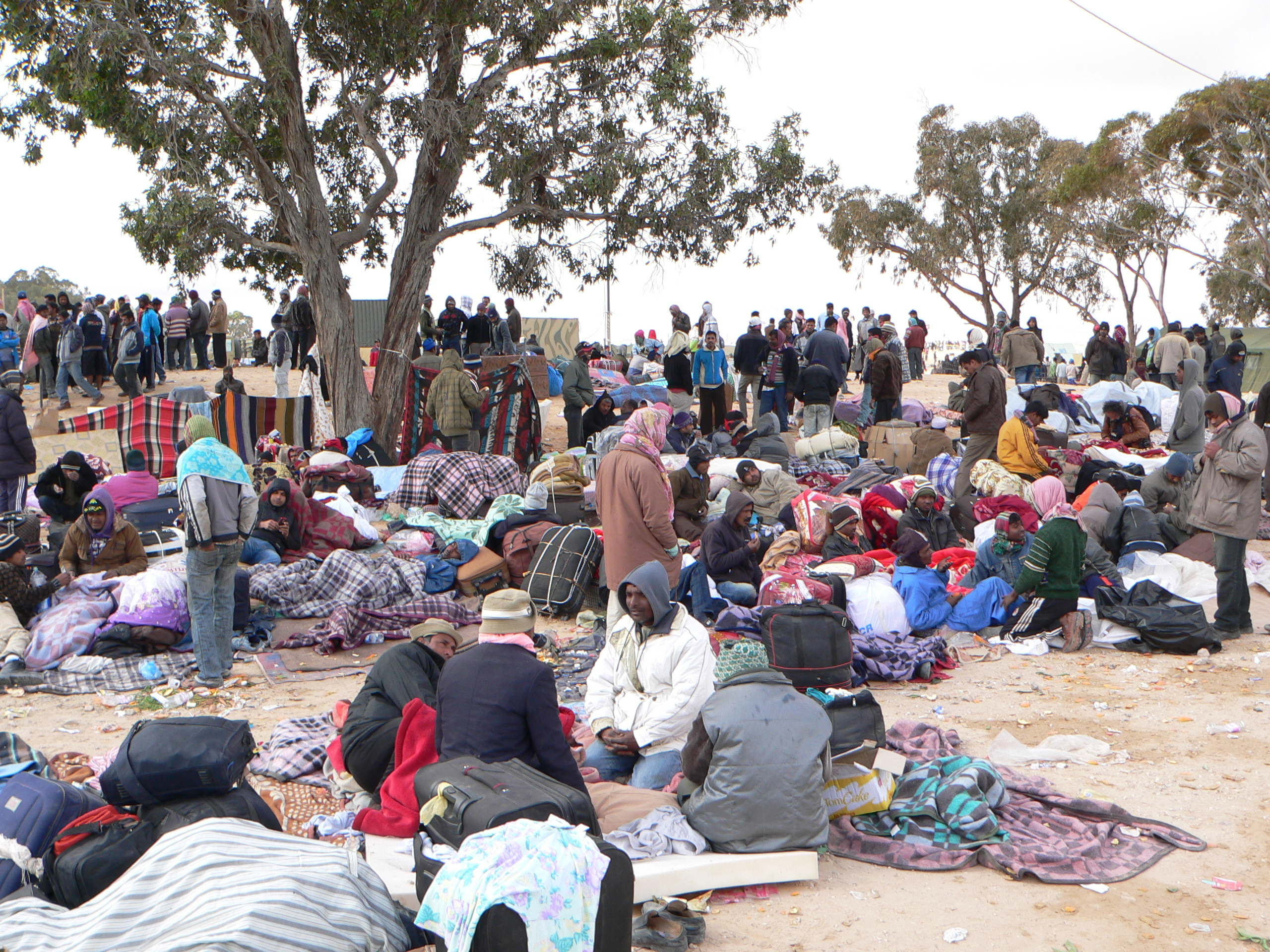
لاجئون من بنغلاديش في مخيم الشوشة.

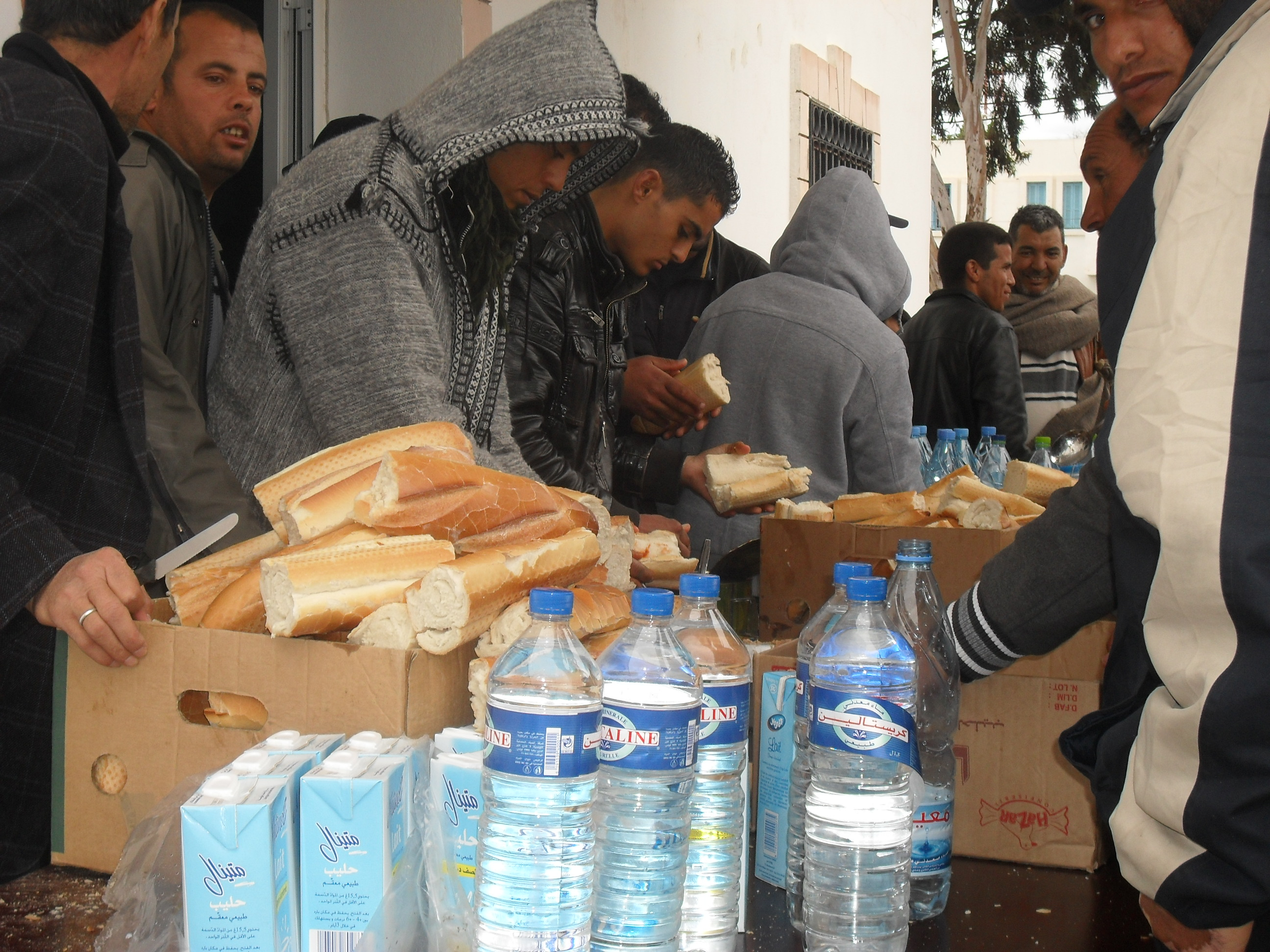
مواد أكل مقدمة كإعانات من طرف مواطني بنقردان.

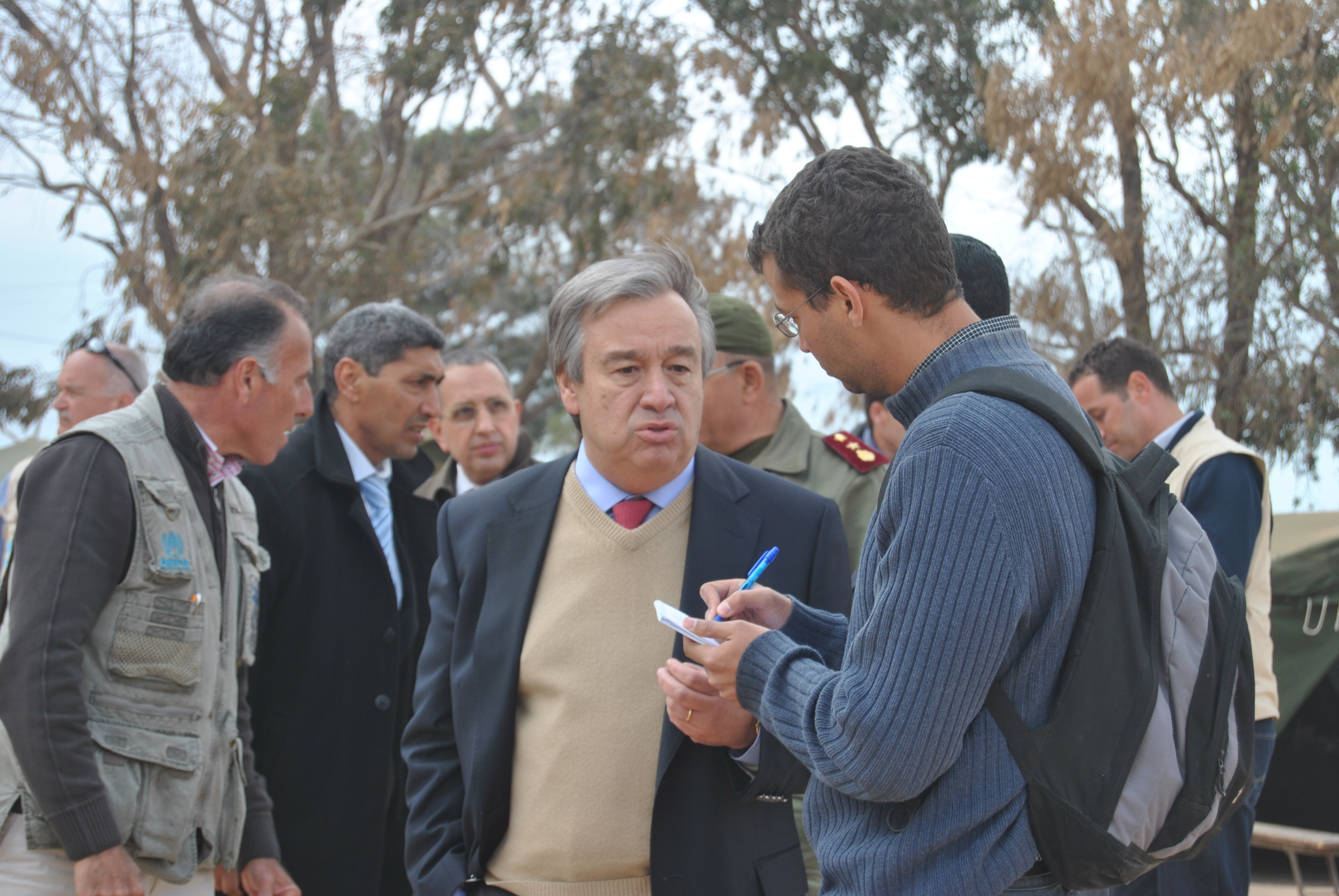
زيارة الأمين العام للأمم المتحدة أنطونيو غوتيريش للمخيم في مارس-أفريل 2011.

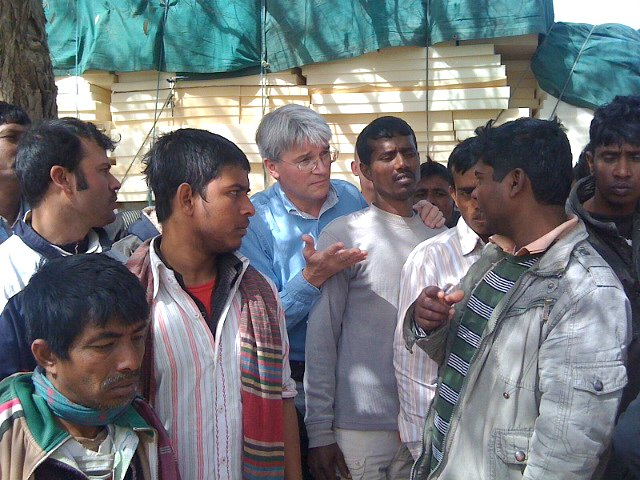
زيارة كاتب الدولة للتنمية الدولية البريطاني أندرو ميتشل للمخيم في مارس 2011.

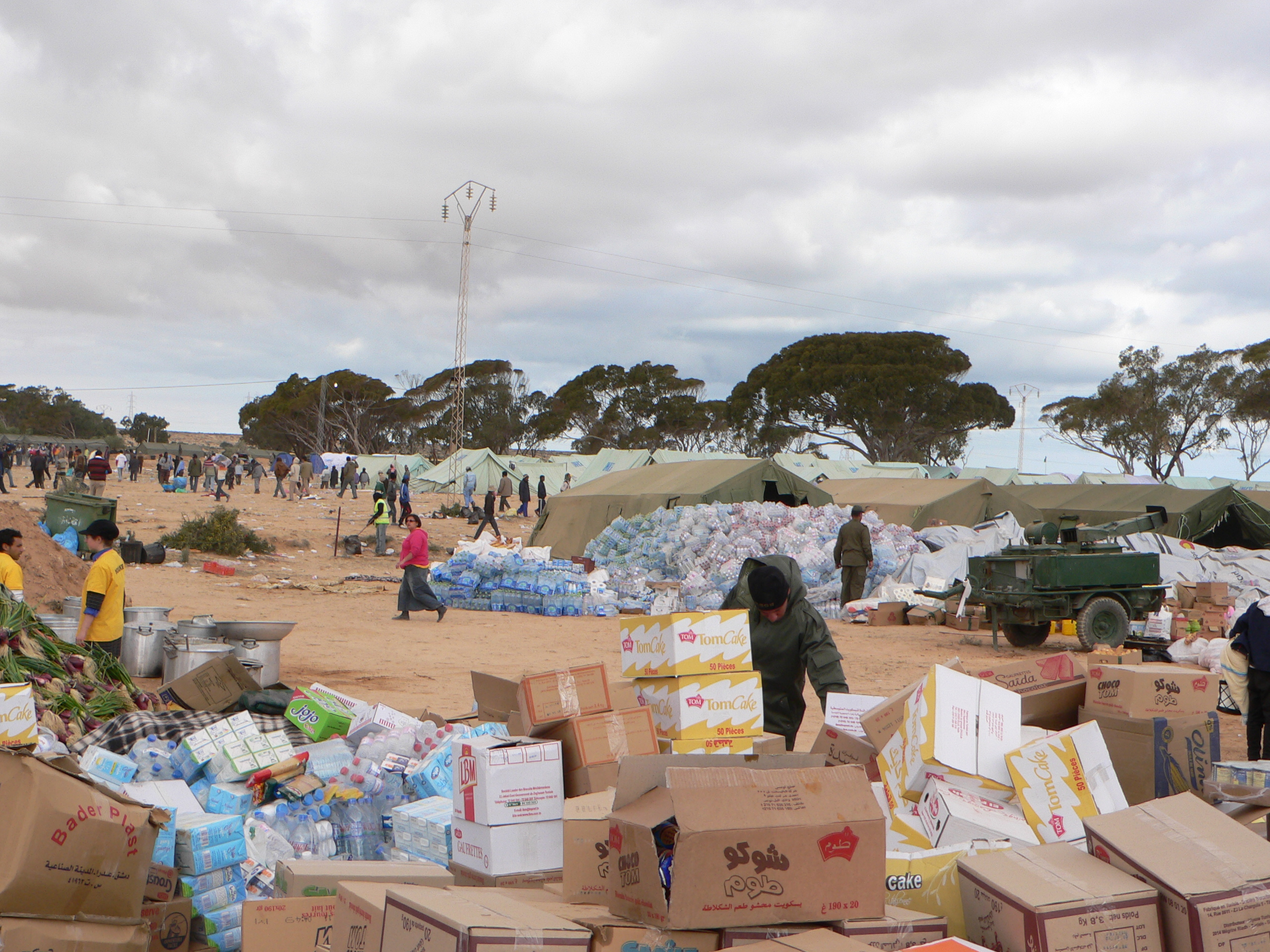
معونات غذائية في المخيم.

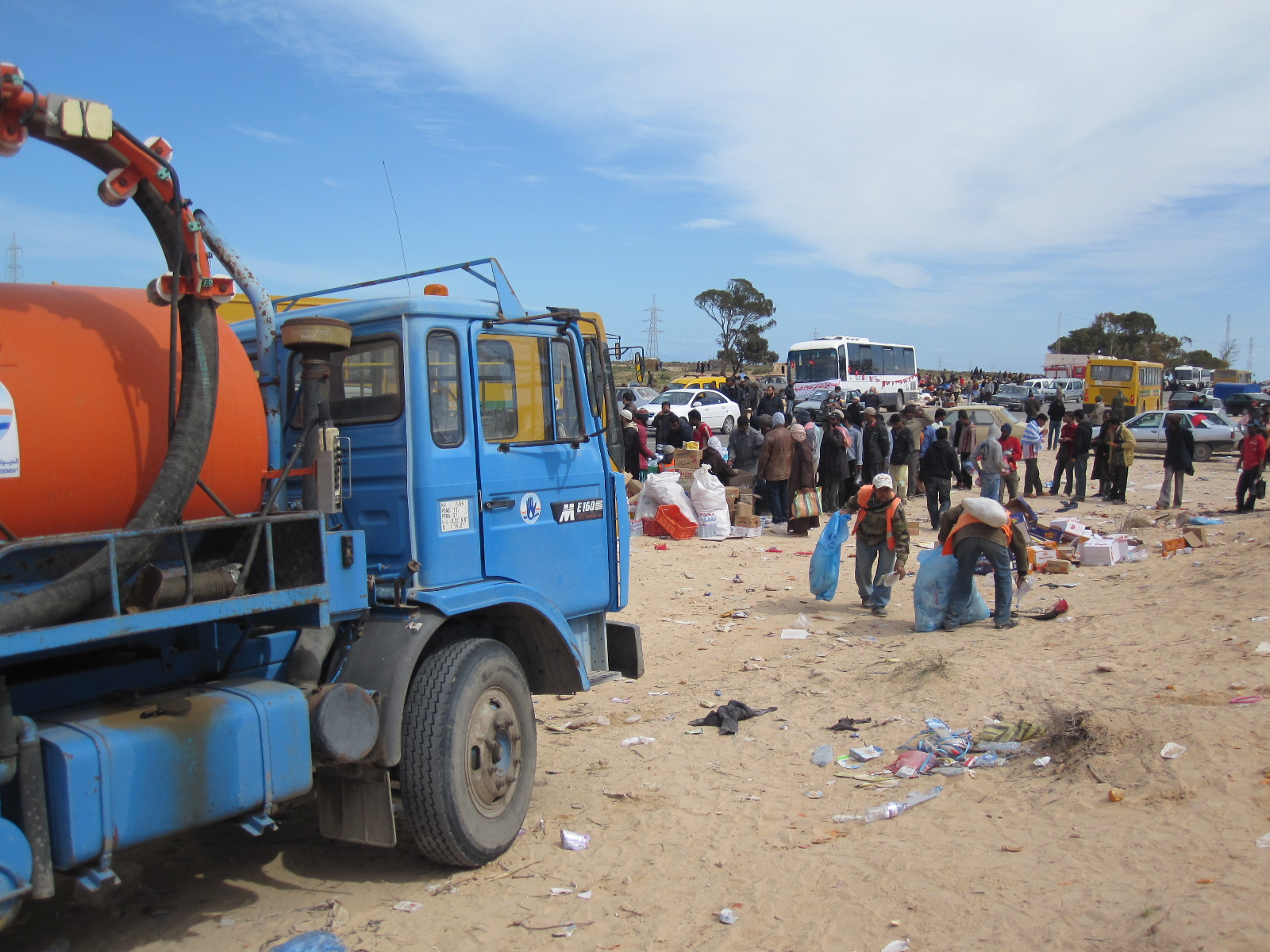
عمال التطهير ينظفون المخيم.

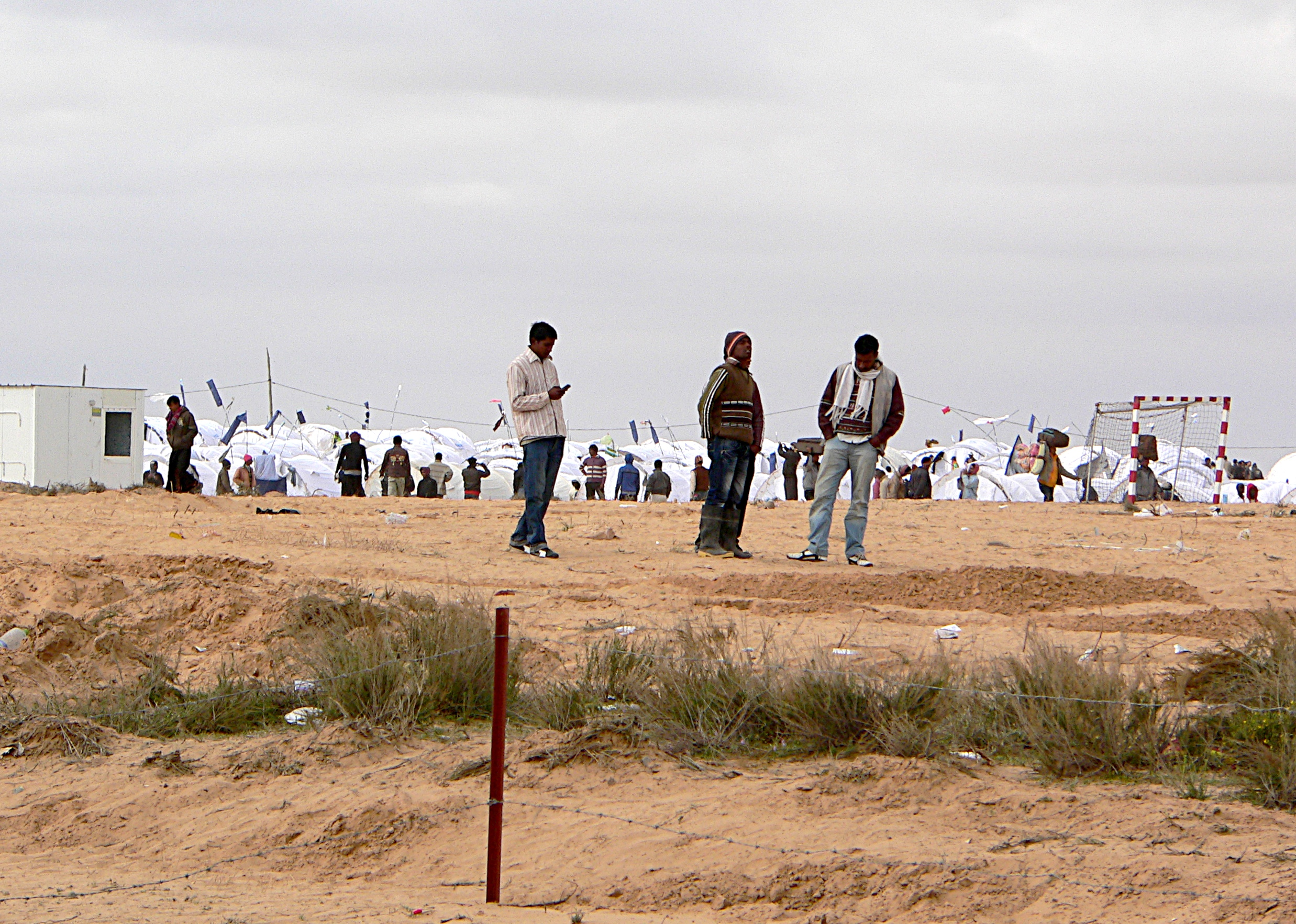
جانب من المخيم.

مخيم الشوشة هو مخيم لاجئين يقع في مدينة بنقردان في الجنوب الشرقي التونسي، وتحديداً في منطقة الشوشة على الطريق الوطنية رقم 1 الرابطة بين تونس وليبيا وهو على بعد 25 كيلومتر من مركز مدينة بنقردان و 7 كيلومتر من معبر رأس جدير الحدودي.
تم تأسيس المخيم في 24 فبراير 2011. عدة مئات من الألاف مروا منه أثناء ثورة 17 فبراير الليبية، كباقي المخيمات الحدودية التونسية في الذهيبة ورمادة والحياة وتطاوين. 

عدد كبير جدا من العائلات الليبية يقدر بعشرات الألاف أقامت عند عائلات تونسية منتشرة في مخلتف ولايات الجنوب التونسي، خاصة في مدينة بنقردان وولاية مدنين وولاية تطاوين، وأخرون خيروا التحول للإقامة في العاصمة تونس والمدن الكبرى. اللاجئين القادمين من أفريقيا جنوب الصحراء أساسا من الصومال وإريتريا والسودان بقيت في المخيمات.
في 30 يونيو 2013 قررت المفوضية السامية للأمم المتحدة لشؤون اللاجئين التخلي عن المخيم وإغلاقه، وتدهورت الظروف الإنسانية والمعيشية في المخيم ، وفي 19 يونيو 2017، قامت قوات من الأمن والجيش التونسي بالاخلاء القسري للاجئين من المخيم، وتعرضت عملية الإخلاء لإدانات حقوقية.

## الأعداد
مخيم الشوشة ومخيم الذهيبة:
- حتى 7 مارس 2011: 000 103 لاجئ.[3]
- حتى 25 مارس 2011 000 151 لاجئ.[4]

## بلدان الأصل
| - السودان - الصومال - إثيوبيا - إرتريا - باكستان - فلسطين | - كينيا - بنغلاديش - الهند - مصر - تشاد - النيجر | - غانا - مالي - الفلبين - فيتنام - الصين |

## الوضع الإنساني
بعد بنائه، شهد المخيم أزمة إنسانية خطيرة، تفاعل معها العديد من التونسيين وخاصة من مدينة بنقردان بتقديم تبرعاتهم من الملابس والمواد الغذائية.
تواجد المخيم مع العديد من المخيمات الأخرى التي تم إنشاؤها في المنطقة من طرف المنظمات الدولية أو الدول التي تدخلت في الحرب الأهلية الليبية، ولكن أغلقت هذه المخيمات الأخرى بعد بضعة أشهر وبقي المخيم يعنى بجميع اللاجئين في المنطقة.

## الوضع القانوني للاجئين
يتم وضع اللاجئين في المخيم بإنتظار مغادرتهم لبلدانهم الأصلية، التي تنظمها منظمة الهجرة الدولية، أو بالنسبة لأولئك الذين لا يستطيعون العودة إلى أوطانهم، معالجة طلب اللجوء الخاص بهم أو بالنسبة لأولئك الذين تم قبولهم، في إنتظار إعادة التوطين في دولة أوروبية أو الولايات المتحدة أو أستراليا.
لا يوجد في تونس قانون خاص باللجوء، ولا نظام لمعالجة طلبات اللجوء، ولكن مع * المفوضية السامية للأمم المتحدة لشؤون اللاجئين يتم تقديم الطلبات في المخيم.
تتكون إجراءات طلب اللجوء من مقابلة مع مسؤولي المفوضية؛ بعد هذه المقابلة، يتم اتخاذ قرار أولي، في حالة الرفض، قد يكون موضوع طلب جديد لإجراء مقابلة؛ القرار الثاني غير قابل للنقض.
لا يوجد نص في القانون التونسي يمكن بموجبه حرمان هؤلاء الأشخاص من حريتهم. ومع ذلك، فإن مغادرة مخيم شوشة يظل ممنوعا عليهم.
في ديسمبر 2011 ، أعطت بلجيكا والنرويج فقط موافقتهما على إعادة توطين اللاجئين على أراضيها. من جانبها، لم تعط فرنسا موافقتها على إعادة التوطين. في يناير 2012، تم قبول واحد من كل خمسة لاجئين تم تقديم طلب لجوء لهم من قبل دولة إعادة التوطين، ناهيك عن التأخيرات الإجرائية لإعادة التوطين لتكون فعالة.
المغادرة من أجل إعادة التوطين تتعلق بشكل عام بمجموعات من بضع عشرات من الأشخاص · .

## المنظمات والهيئات الموجودة في المخيم
- الجيش الوطني التونسي
- جمعية الصليب والهلال الأحمر
  - الهلال الأحمر التونسي
  - الهلال الأحمر الإماراتي
  - الهلال الأحمر القطري
- المفوضية العليا للأمم المتحدة لشؤون اللاجئين
- أنقذوا الأطفال
- قطر الخيرية
- المجلس الدنماركي للاجئين
- منظمة الإغاثة الإسلامية
- يونيسف
- أطباء بلا حدود
- وزارة الصحة التونسية

## زيارات رسمية
- في أول مارس 2011: زار كاتب الدولة للتنمية الدولية البريطاني أندرو ميتشل المخيم وتحدث عن عدة إجراءات.
- في 30 مارس 2011: توجهت قافلة فنية وثقافية تونسية للمخيم بها فنانين ومثقفين تونسيين أين قاموا بعروض مجانية هناك.
- في 5 أبريل 2011: قامت الممثلة الأمريكية المشهورة أنجلينا جولي بصفتها سفيرة النوايا الحسنة لمفوضية الأمم المتحدة لشؤون اللاجئين بزيارة المخيم.[10][11]
- في 21 ديسمبر 2011: زار رئيس الجمهورية التونسية المنصف المرزوقي المخيم مع عدة مسؤولين.[12]